# تلسکوپ کیهان‌شناسی آتاکاما
تلسکوپ کیهان‌شناسی آتاکاما (انگلیسی: Atacama Cosmology Telescope) یا (ACT) یک تلسکوپ کیهانی موج میلی‌متری بود که در سرو توکو در بیابان آتاکاما در شمال شیلی قرار داشت. ACT به منظور بررسی تابش زمینه کیهانی مایکروویو (CMB)، تابش باقی مانده از فرایند بیگ بنگ، با حساسیت بالا، وضوح دقیقه قوسی، بررسی‌های [[ریزموج|طول موج مایکروویو از آسمان انجام داد. این تلسکوپ که در ۴۰ کیلومتری سن پدرو د آتاکاما، در ارتفاع ۵۱۹۰ متری (۱۷۰۳۰ فوت) قرار دارد، یکی از بلندترین تلسکوپ‌های زمینی در جهان بود. سال ۲۰۰۹ دانشگاه توکیو.
آزمایش‌های پس‌زمینه مایکروویو کیهانی مانند ACT را، تلسکوپ قطب جنوب، ماهواره WMAP و ماهواره پلانک به‌عنوان شواهد اساسی برای مدل استاندارد کیهان‌شناسی لامبدا-سی‌دی‌ام ارائه کرده‌اند. ACT برای اولین بار هفت قله صوتی در طیف قدرت CMB را شناسایی کرد، افراطی‌ترین خوشه کهکشانی را کشف کرد و اولین تشخیص آماری حرکت خوشه‌های کهکشانی را از طریق اثر دوتایی سینماتیک اثر سونیائف زلدوویچ انجام داد.
ACT در سال ۲۰۰۷ ساخته شد و نخستین نور را در اکتبر ۲۰۰۷ با اولین گیرندهٔ خود، دوربین آرایه‌ای میلی‌متری (MBAC) بولومتریک دید. ACT دارای دو ارتقاء گیرنده اصلی است که مشاهدات حساس به قطبش را فعال کرده‌است: ACTPol(۲۰۱۳–۲۰۱۶) وACT پیشرفته (۲۰۱۷–۲۰۲۲). مشاهدات ACT در اواسط سال ۲۰۲۲ به پایان رسید. ACT توسط بنیاد ملی علوم ایالات متحده تأمین مالی می‌شود.